# 몫
몫(영어: quotient)은 수학에서 나눗셈의 결과를 말한다. 예를 들어 30 ÷ 10의 몫은 3이다.
경우에 따라 몫을 나눗셈 결과의 정수부만을 말하기도 한다. 예를 들어 35 ÷ 10의 몫은 3이고 나머지는 5이다.

## 같이 보기
- 나머지